# Congreso Obrero de Barcelona de 1888

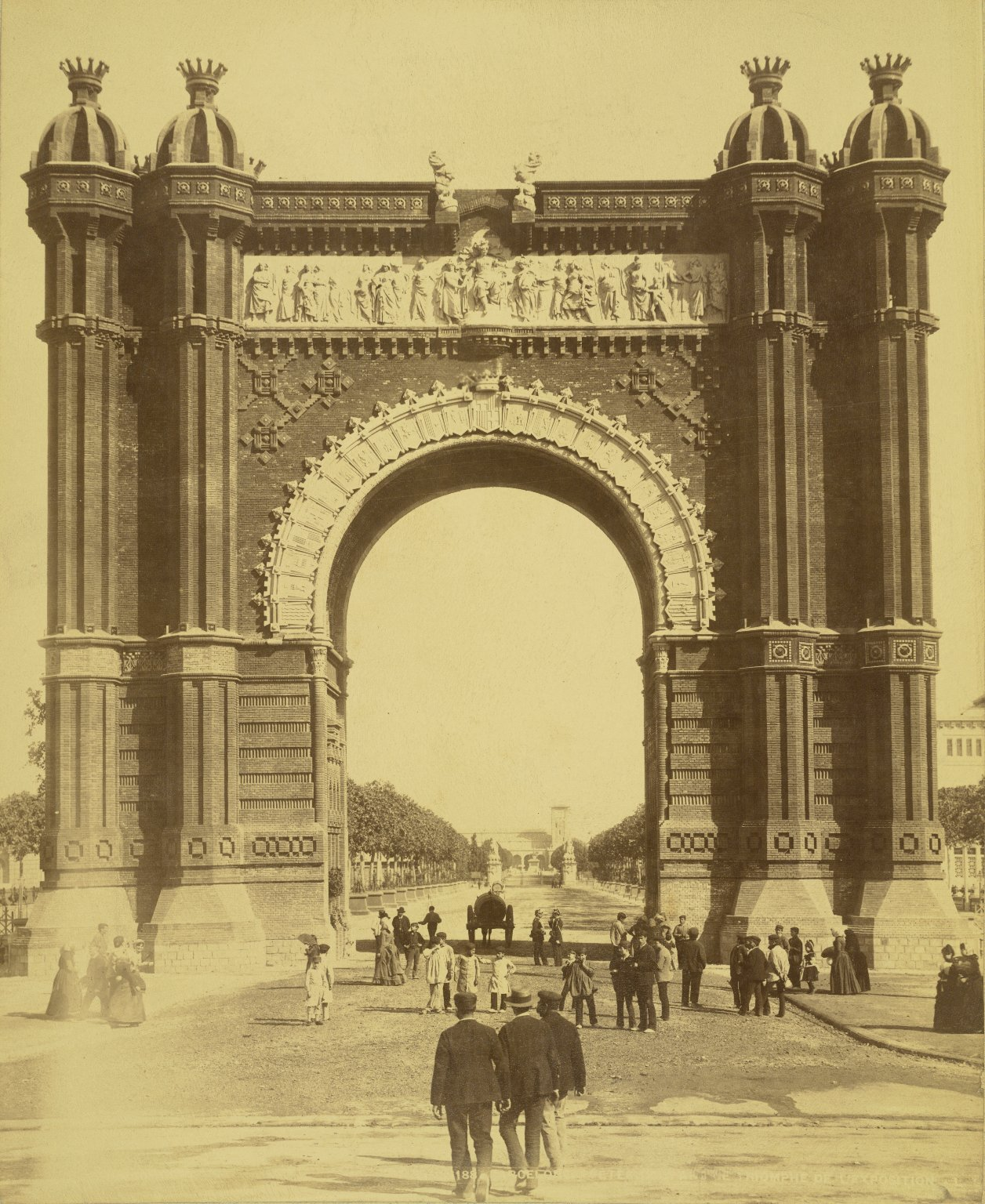
Arco del Triunfo que daba entrada al recinto de la Exposición Universal de Barcelona (1888), que coincidió con la celebración del Congreso.

El Congreso Obrero de Barcelona de 1888 se celebró en Barcelona (España) entre el 12 y el 14 de agosto de 1888, durante la Regencia de María Cristina de Habsburgo, y en él se constituyó la Unión General de Trabajadores, la central sindical vinculada al PSOE que nueve días después celebró su I Congreso. De esta forma se planteó «por primera vez en la historia de España, la definición neta y distinta entre partido de la clase obrera (que aspira al ejercicio del poder) y organización de resistencia o sindicato, orientado a defender los intereses de todos los trabajadores en sus relaciones de producción (con los patronos o empresas) y, en general, de sus condiciones de vida».

## Antecedentes
El grupo marxista madrileño expulsado de la Federación Regional Española de la AIT en junio de 1872 y que al mes siguiente constituyó la efímera Nueva Federación Madrileña, en mayo de 1879 fundó el Partido Socialista Obrero Español. Durante el período de clandestinidad iniciado en enero de 1874 cuando se decretó la prohibición de la Primera Internacional en España había utilizado como cobertura legal la Asociación del Arte de Imprimir.
El 20 de julio de 1879 se celebró la primera asamblea del nuevo partido en una taberna de la calle Visitación  —a la que asistieron 21 personas— en la que se eligió a la primera Comisión Ejecutiva del partido —Pablo Iglesias, secretario; Inocente Calleja, tesorero; Alejandro Ocina, contador; y Alejandro Calderón y Gonzalo Zubiarre, vocales— y se aprobó el «Manifiesto y Programa», «hasta tanto un congreso obrero» lo «ratificase o enmendase». En este documento se decía:

[…] El Partido Democrático Socialista Obrero Español declara que su aspiración es: la abolición de las clases, o sea la emancipación completa de los trabajadores; la transformación de la propiedad individual en propiedad social o de la sociedad entera; la posesión del Poder político por la clase trabajadora.

El primer grupo del partido que se creó fuera de Madrid fue el de Guadalajara y el siguiente el de Barcelona gracias al viaje del tipógrafo Toribio Reoyo que contactó con Josep  Pàmias, director de El Obrero, y con miembros del movimiento «societario». El grupo de Barcelona decidió editar clandestinamente el Manifiesto y Programa aprobado el 20 de julio pero introdujo algunas modificaciones como «La constitución de la sociedad sobre la base de la federación económica, de la organización científica del trabajo y de la enseñanza integral para todos los individuos de ambos sexos», y precisó más los objetivos políticos inmediatos como la consecución del sufragio universal. Más tarde surgieron otros dos núcleos del partido en Valencia y en San Martín de Provensals.

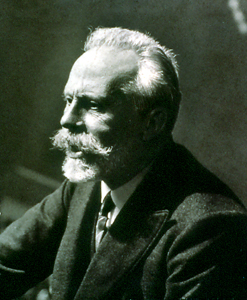
Pablo Iglesias, primer secretario del PSOE.

En 1882 la Asociación del Arte de Imprimir organizó una huelga por la que los miembros de su junta directiva con Pablo Iglesias al frente fueron encarcelados. Su abogado defensor fue Francisco Pi y Margall. Gracias al impacto que tuvo la huelga surgieron sociedades tipográficas en varios lugares fuera de Madrid, que acabarían formando junto con el Arte de Imprimir la Federación Tipográfica, que dos años después ya contaba con secciones en Madrid, Barcelona, Valencia, Sevilla, Tarragona, Zaragoza, Guadalajara, Castellón, Villanueva y Geltrú, Logroño y Bilbao.
Ese mismo año el grupo de Barcelona encabezado por Pàmias celebró un Congreso Obrero en el que estuvieron representadas 88 entidades obreras y en el que se decidió aconsejar a los trabajadores que ingresasen en el recién creado Partido Democrático Socialista Obrero.
En 1883 el partido decidió aprovechar la oportunidad que le brindaba la recién creada Comisión de Reformas Sociales y presentaron el «Informe escrito de la Agrupación Socialista Madrileña», obra de Jaime Vera, que Manuel Tuñón de Lara considera «el documento teórico más importante del marxismo español del siglo XIX». Por su parte Pablo Iglesias redactó el informe de la Asociación del Arte de Imprimir y fue el portavoz de la agrupación madrileña cuando se presentó ante la Comisión —también intervinieron Antonio García Quejido y Facundo Perezagua—.
A principios de 1885 se produjo la primera crisis en el seno del partido a causa de las discrepancias que surgieron entre Pablo Iglesias, de un lado, y Jaime Vera y Francisco Mora, de otro, durante el debate de las bases que debían orientar el periódico que se había decidido fundar para difundir las ideas socialistas y reforzar la organización. Vera defendía que los republicanos federales eran potenciales aliados de los socialistas, mientras que Pablo Iglesias se oponía a cualquier pacto con los partidos «burgueses». Antonio García Quejido intentó mediar pero la postura de Iglesias se impuso y Vera y Mora abandonaron la militancia activa durante cuatro y quince años, respectivamente. Finalmente en la base cuarta se aprobó que el periódico tenía que «combatir a todos los partidos burgueses y especialmente las doctrinas de los avanzados, si bien haciendo constar que entre las formas de Gobierno republicana y monárquica, El Socialista prefiere siempre la primera». El primer número del periódico, con el nombre de El Socialista, salió a la calle el 12 de marzo de 1886. El Consejo de Redacción estuvo formado por seis miembros pero el peso de la publicación lo llevaron Pablo Iglesias y Gómez Latorre. Desde París José Mesa envió muchas colaboraciones y traducciones.
A mediados de 1887 el Centro Obrero de Mataró propuso al Centro Obrero de Barcelona la celebración de un Congreso Obrero para el año siguiente, coincidiendo con la Exposición Universal de Barcelona (1888), retomando así el proyecto de crear una organización a nivel estatal ya planteado en la reunión de 1882. El Centro de Barcelona aceptó la idea y publicó la convocatoria en septiembre. Antonio García Quejido, que se encontraba en Barcelona, transmitió la propuesta al grupo socialista de Madrid que no sólo la apoyó sino que decidió aprovechar la ocasión para celebrar inmediatamente después el primer Congreso del Partido Socialista Obrero constituido en 1879. La convocatoria final fue realizada por los Centro obreros de Mataró y de Barcelona, la Federación Tipográfica y la Sociedad obrera de Vich.

## Desarrollo

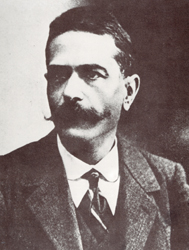
Antonio García Quejido, primer presidente de la Unión General de Trabajadores.

El Congreso comenzó el 12 de agosto de 1888 en el Teatro de Jovellanos de Barcelona. Asistieron 25 delegados en representación de 41 sociedades (11 de Barcelona, 5 de Manresa, 5 de Vich, 3 de Mataró, 1 de Caldas de Montbui, 1 de Tarragona, los carpinteros de Madrid, los panaderos de Castellón y las 13 secciones de la Federación Tipográfica, cuyo delegado era Pablo Iglesias, quien junto con Juan Serna, delegado de los carpinteros madrileños, eran los únicos representantes llegados de fuera de Cataluña).
El Congreso decidió fundar la Unión General de Trabajadores (UGT) con la finalidad de «mejorar las condiciones de trabajo, apelando a la huelga bien organizada y recabando de los poderes públicos cuantas leyes favorezcan los intereses del trabajo». Se decidió que las huelgas serían obligatorias cuando fuesen aprobadas por el Comité Nacional o por el voto de las secciones. Entre las reivindicaciones concretas que se aprobaron figuran el salario mínimo «determinado cada año por una comisión estadística obrera, con arreglo a los artículos de primera necesidad» o la constitución de comisiones de vigilancia para inspeccionar minas, fábricas, viviendas, etc.
La Unión estaría integrada por secciones de oficio de cada localidad, que a su vez constituirían a nivel nacional las Federaciones por grupo de industria, un modelo organizativo que era prácticamente el mismo que el de la Federación Regional Española de la AIT de los años 1870.
Se eligió el Comité Nacional de la Unión que estuvo integrado por Antonio García Quejido, presidente; Salvador Ferré, vicepresidente; Ramón Colado, tesorero; Ramón Ciuró, secretario; Juan Graells, vicesecretario; y José Carnicer y Basilio Martín Rodríguez, vocales. La UGT contaba entonces con 27 secciones que agrupaban a 3355 afiliados.
El Congreso se clausuró el 14 de agosto y, tal como estaba previsto, nueve días después comenzó el del Partido Socialista Obrero que duraría hasta el 25 de agosto.